# 制阿難
制阿難（Chế A Nan，？—1342年），是占城第十三王朝的建立者，1318年至1342年在位。

## 生平
制阿難，名字可能来源于梵名Jaya Ananda，:229–230，或即《占王纪年》中的“Cei Anâk”。家世背景不详。
1318年秋季，安南军队在惠武大王陈国瑱的统领下，入侵占婆。占人被越军击溃，國王制能流亡爪哇求援。制阿难可能在越人入侵时，归顺了越人。随后，越人立制阿難为占婆国王，册封其为“效诚亚王”。
制阿難即位后，任命儿子制某（Che Mo）为大王（布田），女婿茶和布底为宰相（布提，pati）。
1342年五月，制阿難去世。宰相茶和布底起兵驅逐了制某，自立為王。制某出奔安南。